# What We Live For
What We Live For è il secondo album in studio del gruppo indie rock statunitense American Authors, pubblicato nel 2016.

## Tracce
1. What We Live For – 2:58
2. I'm Born to Run – 3:26
3. Pride – 3:01
4. Nothing Better – 3:38
5. Replaced – 3:32
6. Go Big or Go Home – 2:49
7. Mess with Your Heart – 4:03
8. No Love – 3:33
9. Pocket Full of Gold – 3:00
10. Superman – 4:08
11. Mind Body Soul – 5:02

## Formazione
- Zac Barnett – voce, chitarra
- James Adam Shelley – chitarra, banjo, mandolino
- Dave Rublin – basso, tastiera
- Matt Sanchez – batteria, percussioni